# Juventa
Jordin Maikel Post (Groninga, Países Bajos, 4 de octubre de 1994) es un DJ y productor neérlandés de Trance radicado en Ámsterdam. Es bien conocido por temas como 'Move Into Light' con Erica Curran, ‘The Strip,' ‘Xperience' con Speed Limits y por su remix de Tritonal 'Now Or Never'. Desde su debut en 2010, Juventa ha llegado a liberar temas con sellos tales como Armada Music, Anjunabeats, Enhanced Music, Garuda Music, Black Hole Recordings, Perfecto Records, Magik Muzik, VANDIT, Flashover Recordings e Infrasonic Future.

## Primeros años
Juventa Nació en Groninga, Países Bajos pero se mudó a Bovenkarspel en 1999 dónde pasó la mayor parte de su vida. Su padre le introdujo la música electrónica y luego de ver la performance de Tiësto delante de miles de personas en el DVD del 2003 Tiësto in Concert,  decidió apuntar su carrera hacia la música.

## Carrera musical
El 2010 marcó el inicio de la rebosante carrera de producción de Juventa. Su primer sencillo original vino a la edad de 15 años; un tema llamado ‘Dreamers Diary' bajo el sello holandés de Crystal Clouds Recordings, el cual estuvo seguido por su notable remix de André Glensk  ‘Polish Pierogi' a través del remix 'Infrasonic Future and his ‘Larry Mountains 54'  cual fue compilado en el álbum Anjunabeats Volumen 8. Juventa continuó trabajando con Infrasonic en los siguientes meses, liberando ‘Sapphire' y su colaboración con Pulstate en ‘Somnia.'
Ese mismo año Juventa empezó una relación fructífera con el sello británico Enhanced Music con el lanzamiento de su segundo sencillo EP  “For That Special Girl / Just An Emotion.” Poco después,  puso fuera un segundo EP con Enhanced titulado “Beauty Catch / Summernight Symphony." Aquel agosto Juventa fue llamado como “el próximo gran suceso en el Trance" por nada menos que por el DJ número 1 del mundo Armin van Buuren en el State of Trance 469 .
En los años siguientes, la discografía de Juventa continuó creciendo junto a Enhanced, liberando temas como ‘Gone With The Wind,' ‘As You Are'  y su EP “A Thousand Words / Bente" en 2011, y en el 2012 lanzando ‘Metamorphose,' ‘Roadtest,' ‘405,' cual tuvo el apoyo de W&W, Gareth Emery, Dash Berlin, Paul van Dyk, Marcus Schossow, Kyau & Albert, Max Graham y otros más, y su hit ‘Nothing But Less Than Three,’ que se hizo espacio dentro del mix Enhanced Sessions Best of 2012.
En agosto del 2013 Juventa lanzó su más grande éxito hasta la fecha, ‘Move Into Light' junto a la vocalista irlandesa Erica Curran de la mano de Enhanced Music. El track, muy bien recibido, alcanzó la posición Núm. 2 en el Beatport general, consiguió circulación en radios como la BBC Radio 1 , y contó con el apoyo de DJs top como Above & Beyond, Gareth Emery, Porter Robinson, BT, Armin van Buuren, Paul van Dyk, Benny Benassi, Myon & Shane 54 and ATB. Sus videos musicales vieron la misma popularidad, recibiendo centenares de miles de vistas en asunto de días después de su lanzamiento y ahora en conjunto con sus tráileres cortos cuenta con más de 1 millón de vistas hasta la fecha. Aquel diciembre, Juventa fue elegido para hacer una mezcla en forma de invitado en el Above & Beyond  Group Therapy #57.
La pista bien que fue bien recibida estuvo seguida por dos singles más a través de Enhanced: ‘The Strip’ y ‘Bitsmash,' que conjuntamente estuvieron avalados por los nombres más grandes en la industria, los que se incluyen Mate Zo, Super8 & Tab, Above & Beyond, Armin van Buuren, Ferry Corsten, Judge Jules, Ronski Speed, Gareth Emery, W&W, Paul van Dyk y otros. ‘The Strip' también se convirtió en el segundo track de Juventa en recibir difusión radial en Radio 1 y en la BPM, los otros dos, su remix con Estiva del 2014 del track de Tritonal ‘Now or Never' y su colaboración con Speed Limits en ‘Xperience.' En 2014 Juventa también liberó un remix de The Chain Gang of 1974’s ‘Sleepwalking’, el cual fue presentado como el tema musical para el videojuego Grand Theft Auto V.
Entre las influencias actuales de Juventa se incluyen Porter Robinson, Zedd, Myon & Shane 54 y Mat Zo. Desde el inicio de su carrera ha hecho remixes oficiales para Audien, Ferry Corsten, Dash Berlin, Arty, Tritonal, Super8 & Tab, Cole Plante, Myon & Shane 54 y Jorn van Deynhoven, por solo nombrar unos cuantos.

## Tours
Como DJ Juventa ha viajado internacionalmente y tocado junto a artistas como Armin van Buuren, Nicky Romero, Sander van Doorn, Diplo, Ferry Corsten, Tritonal, Dash Berlin, Gareth Emery, W&W y más. Su primer espectáculo como DJ tuvo lugar en diciembre del 2010 en el Luminosity pres. Christmas Edition en Leiden, Países Bajos cuándo tenía solo 16 años.
Para el año 2012 Juventa maduró como artista e intérprete y estaba tocando junto a grandes figuras como Paul Oakenfold en el Passion and at Digital Society con Paul van Dyk. En abril de 2013 Juventa fue escogido por Armin van Buuren para tocar el masivo ASOT 600 Den Bosch para sobre las 300,000 personas en su patria, los Países Bajos. Otros performances que el año incluyó el Mundial DJ Festival en Seúl, Trancefusion en Praga y Trance Nación 2013 en el Ministerio del Sonido en el Reino Unido.
El 2014 está dispuesto a ser un año igualmente ocupado para el joven productor mientras continúa viajando a eventos como el Festival Down Under en Australia y el Digital Society con Gareth Emery en mayo.